# 番子嶺
番子嶺，是臺灣臺南市東山區的一個傳統地域名稱，位於該區中西部。相較於今日行政區，其範圍大致包括大客里南端、東原里西北部凸出部分的西段、科里里東南半部、林安里北部邊界地帶、水雲里北端、南溪里北部邊界地帶及西北部邊界地帶。
本地區境內主要聚落為嶺腳、下藔。

## 歷史
台灣日治初期，番子嶺地區為一街庄，稱為「番仔嶺庄」（舊制街庄），隸屬於哆囉嘓東下堡。該庄昔日西北邊大部分及東北邊與大客庄為鄰，東南邊為前大埔庄、牛肉崎庄，西南邊及西北邊最南段隔龜仔重溪與二重溪庄、山仔腳庄為界。
1901年（日治明治三十四年）11月11日，全台廢縣廳改設二十廳，該庄隸屬於鹽水港廳。1904年（明治三十七年）4月1日，該庄編入「番社區」，隸屬於鹽水港廳。1906年（明治三十九年）4月1日，鹽水港廳內管轄區域調整，該庄仍隸屬於「番社區」。1909年（明治四十二年）10月25日，全台合併二十廳為十二廳，番社區改隸屬於嘉義廳。1920年（大正九年）10月1日，全台地方制度大改正，廢十二廳改設五州二廳，該庄改制並雅化為「番子嶺」大字，隸屬於臺南州新營郡番社庄（新制街庄）。
戰後番社庄改制為番社鄉，隸屬於臺南縣，大字亦改制為村。1946年（民國35年）4月1日，番社鄉改名為「東山鄉」。1950年（民國39年）10月25日，雲、嘉、南分治，東山鄉仍隸屬於臺南縣。2010年（民國99年）12月25日，臺南縣、市合併為直轄臺南市，東山鄉改制為東山區，村亦改制為里。

## 聚落
本地區發展較早的聚落有嶺腳、呼神坑（已消失）、下藔等，在日治期初期的官方地圖上已有記載。

## 交通
區道南99線是東山至嶺頂的道路，經過本地區嶺腳聚落西南郊。
區道南103線是舊社至坑口的道路，經過本地區下藔聚落旁。
區道南106線是新吉庄至牛稠仔的道路，經過本地區最南端。
區道南107線是崁下寮至新吉莊的道路，其北側端點（起點）位於本地區下藔聚落南郊的區道103線路口，南側端點（終點）位於本地區最南端的區道106線轉角路口，其中部分路段位於二重溪地區境內。